# Palacio de Skaugum
El Palacio de Skaugum es una residencia real de la familia real noruega situada en la localidad de Asker y en la que actualmente residen el príncipe heredero Haakon y la princesa heredera Mette-Marit con sus hijos.

## Historia

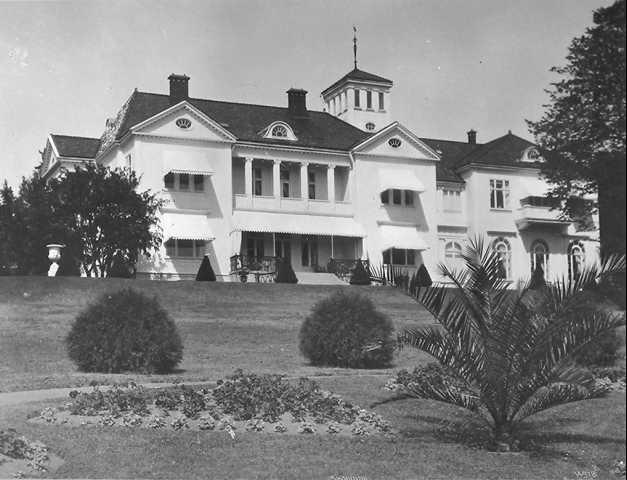
Edificio original el 1921

La finca fue originalmente propiedad de la Iglesia durante la Edad Media y pasó por varios propietarios hasta 1909, cuando Fritz Wedel Jarlsberg lo compró. Cuando el príncipe heredero Olav y princesa heredera Marta se casaron en 1929 Wedel-Jarlsberg se lo vendió a la pareja. En 1937, príncipe Harald nació en la finca.

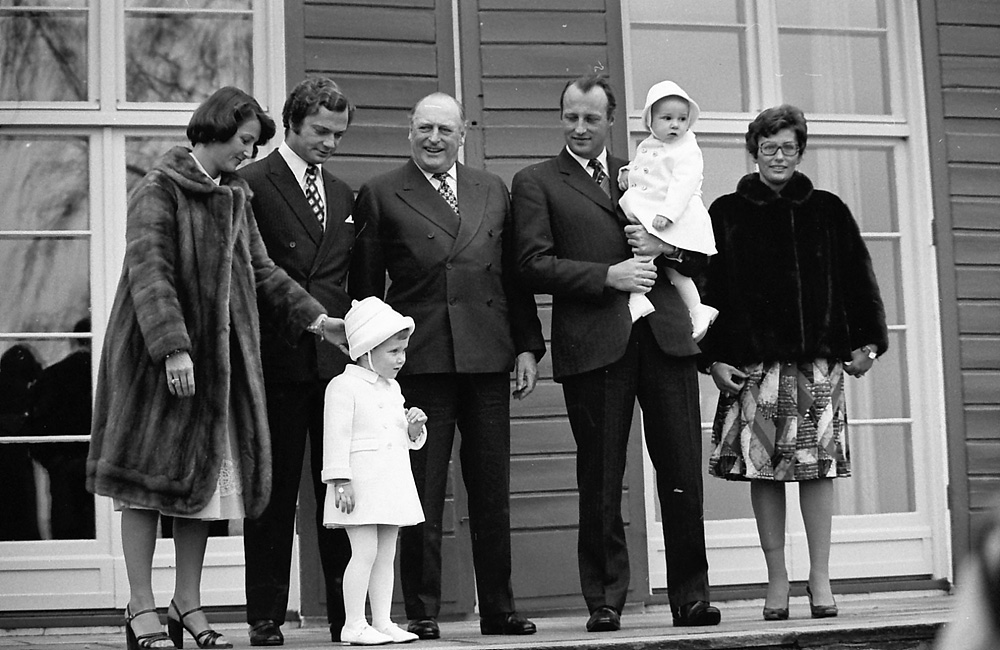
La familia real posa en la residencia en 1974

El rey Olav V vivió en Skaugum hasta 1968, cuando regaló la granja como regalo de bodas al príncipe heredero Harald y a la princesa heredera Sonia. Vivieron en Skaugum hasta el verano de 2001, cuando se mudaron al nuevo Apartamento Real del Palacio Real de Oslo.

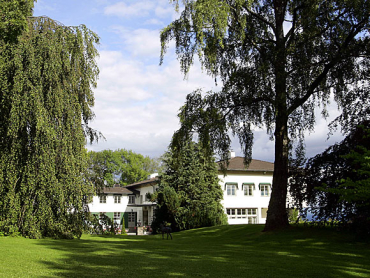
Vista de los jardines

El príncipe heredero Haakon y la princesa heredera Mette-Marit se mudaron en diciembre de 2003.